# Hotel California
«Hotel California» — пісня гурту Eagles з однойменного альбому 1976 року. Пісню також було випущено у вигляді синглу на початку 1977 року. Через три місяці після випуску сингл було сертифіковано золотим за продаж більш ніж 1 млн платівок.
Ця пісня потрапила до списку 500 найкращих пісень усіх часів за версією журналу Rolling Stone.
Кавер-версії пісні створили такі гурти як Gipsy Kings, The Killers, Воскресение і Маджек Фашек (версію якого часто приписують Бобу Марлі). Також кавер-версію цієї пісні виконує гурт «Воплі Відоплясова» («ВВ»).
У 1978 році пісня отримала нагороду «Греммі» у номінації «Запис року».

## Інтерпретація
Слова пісні про розкішний готель, з якого можна виїхати в будь-яку мить, але який не можна залишити ніколи. Пісня розповідає про втомленого мандрівника, спійманого в пастку схожим на нічний кошмар готелем, який на перший погляд здавався привітним та звабливим. Це алегорія на гедонізм та самознищення, притаманні музичній індустрії Південної Каліфорнії другої половини 70-х років. Дон Генлі називав її «нашою інтерпретацією дурманного життя в Лос Анжелесі». Пізніше він уточнив: «у принципі це пісня про темну підчеревину американської мрії, про що ми знали чимало».

## Учасники запису
- Дон Генлі — вокал, ударні, бек-вокал
- Гленн Фрай — 12-струнна акустична гітара, бек-вокал
- Дон Фелдер — вокал, 12-струнна електрогітара, акустична гітара
- Джо Волш — електрогітара
- Ренді Мейснер — бас-гітара, бек-вокал